# Manneville-la-Raoult
Pour les articles homonymes, voir Manneville et Raoult.
Manneville-la-Raoult est une commune française située dans le département de l'Eure, en région Normandie.

## Géographie

### Localisation
Manneville-la-Raoult est une commune située dans le Nord-Ouest du département de l'Eure et limitrophe de celui du Calvados. Selon l'atlas des paysages de Haute-Normandie, elle appartient à la région naturelle du Lieuvin. Toutefois, l'Agreste, le service de la statistique et de la prospective du ministère de l'Agriculture, de l'Agroalimentaire et de la Forêt, la classe au sein du pays d'Auge (en tant que région agricole).
|                                         | Fiquefleur-Équainville | Saint-Pierre-du-Val |
| Ablon (Calvados) Quetteville (Calvados) | Martainville           | Beuzeville          |
|                                         | Beuzeville             | Beuzeville          |

### Hydrographie
La commune est située dans le bassin Seine-Normandie. Elle est drainée par la Morelle,.
La Morelle, d'une longueur de 18 km, prend sa source dans la commune de Beuzeville et se jette  dans la Seine à Honfleur, après avoir traversé huit communes.

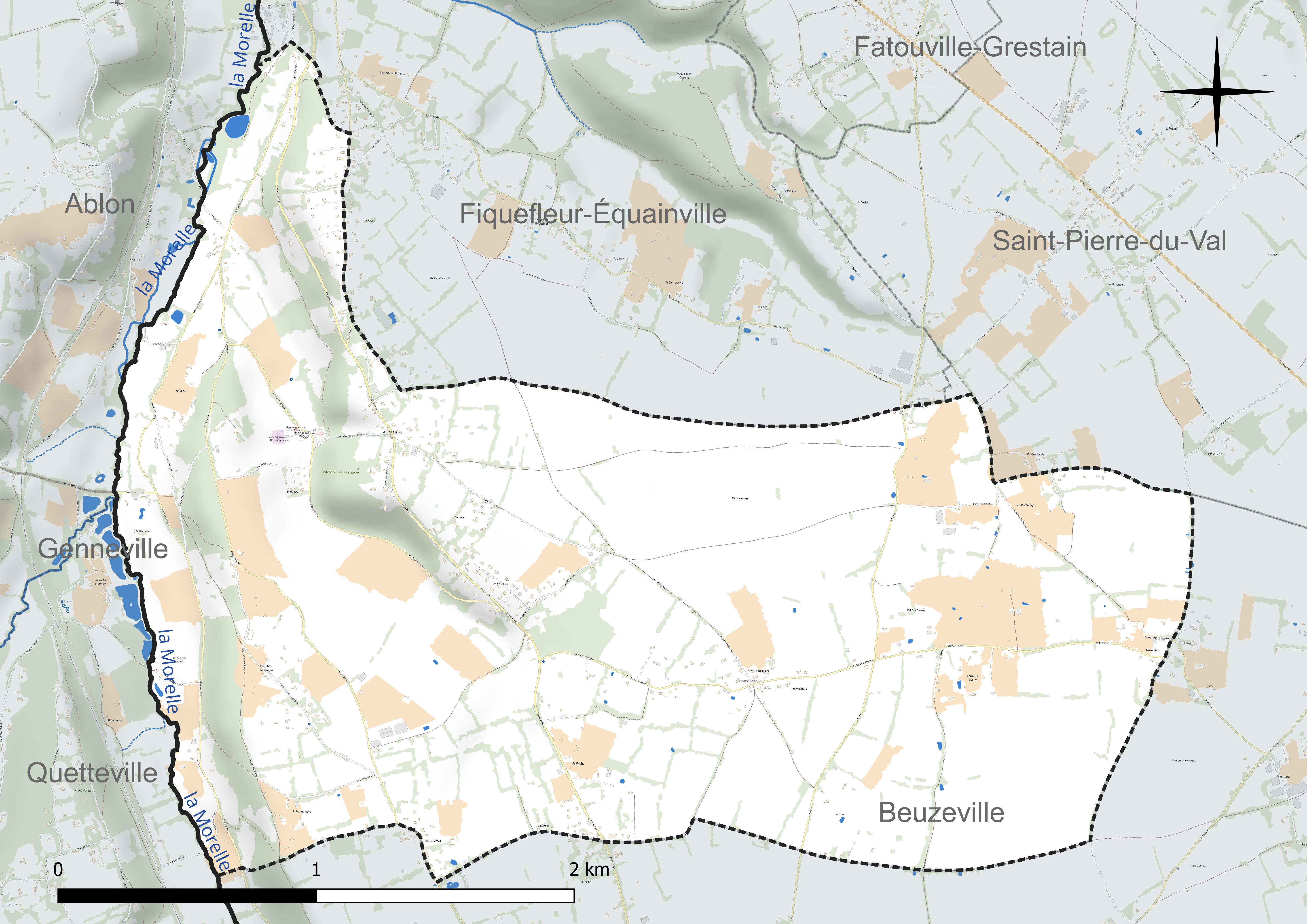
Réseau hydrographique de Manneville-la-Raoult.

### Climat
Pour des articles plus généraux, voir Climat de la Normandie et Climat de l'Eure.
En 2010, le climat de la commune est de type climat océanique franc, selon une étude du CNRS s'appuyant sur une série de données couvrant la période 1971-2000. En 2020, Météo-France publie une typologie des climats de la France métropolitaine dans laquelle la commune est exposée à un climat océanique et est dans la région climatique  Côtes de la Manche orientale, caractérisée par un faible ensoleillement (1 550 h/an) ; forte humidité de l’air (plus de 20 h/jour avec humidité relative > 80 % en hiver), vents forts fréquents. Parallèlement le GIEC normand, un groupe régional d’experts sur le climat, différencie quant à lui, dans une étude de 2020, trois grands types de climats pour la région Normandie, nuancés à une échelle plus fine par les facteurs géographiques locaux. La commune est, selon ce zonage, exposée à un « climat contrasté des collines », correspondant au Pays d’Auge, Lieuvin et Roumois, moins directement soumis aux flux océaniques et connaissant toutefois des précipitations assez marquées en raison des reliefs collinaires qui favorisent leur formation.
Pour la période 1971-2000, la température annuelle moyenne est de 10,4 °C, avec  une amplitude thermique annuelle de 13,1 °C. Le cumul annuel moyen de précipitations est de 878 mm, avec 12,9 jours de précipitations en janvier et 8,7 jours en juillet. Pour la période 1991-2020, la température moyenne annuelle observée sur la station météorologique la plus proche, située sur la commune de Boulleville à 6 km à vol d'oiseau, est de 11,3 °C et le cumul annuel moyen de précipitations est de 851,2 mm,. Pour l'avenir, les paramètres climatiques de la commune estimés pour 2050 selon différents scénarios d’émission de gaz à effet de serre sont consultables sur un site dédié publié par Météo-France en novembre 2022.

## Urbanisme

### Typologie
Au 1er janvier 2024, Manneville-la-Raoult est catégorisée commune rurale à habitat dispersé, selon la nouvelle grille communale de densité à 7 niveaux définie par l'Insee en 2022.
Elle appartient à l'unité urbaine de Honfleur, une agglomération inter-départementale dont elle est une commune de la banlieue,. Par ailleurs la commune fait partie de l'aire d'attraction de Honfleur, dont elle est une commune de la couronne,. Cette aire, qui regroupe 11 communes, est catégorisée dans les aires de moins de 50 000 habitants,.

### Occupation des sols
L'occupation des sols de la commune, telle qu'elle ressort de la base de données européenne d’occupation biophysique des sols Corine Land Cover (CLC), est marquée par l'importance des territoires agricoles (100 % en 2018), une proportion identique à celle de 1990 (100 %). La répartition détaillée en 2018 est la suivante : 
prairies (66,7 %), terres arables (20,1 %), zones agricoles hétérogènes (13,2 %). L'évolution de l’occupation des sols de la commune et de ses infrastructures peut être observée sur les différentes représentations cartographiques du territoire : la carte de Cassini (XVIIIe siècle), la carte d'état-major (1820-1866) et les cartes ou photos aériennes de l'IGN pour la période actuelle (1950 à aujourd'hui).

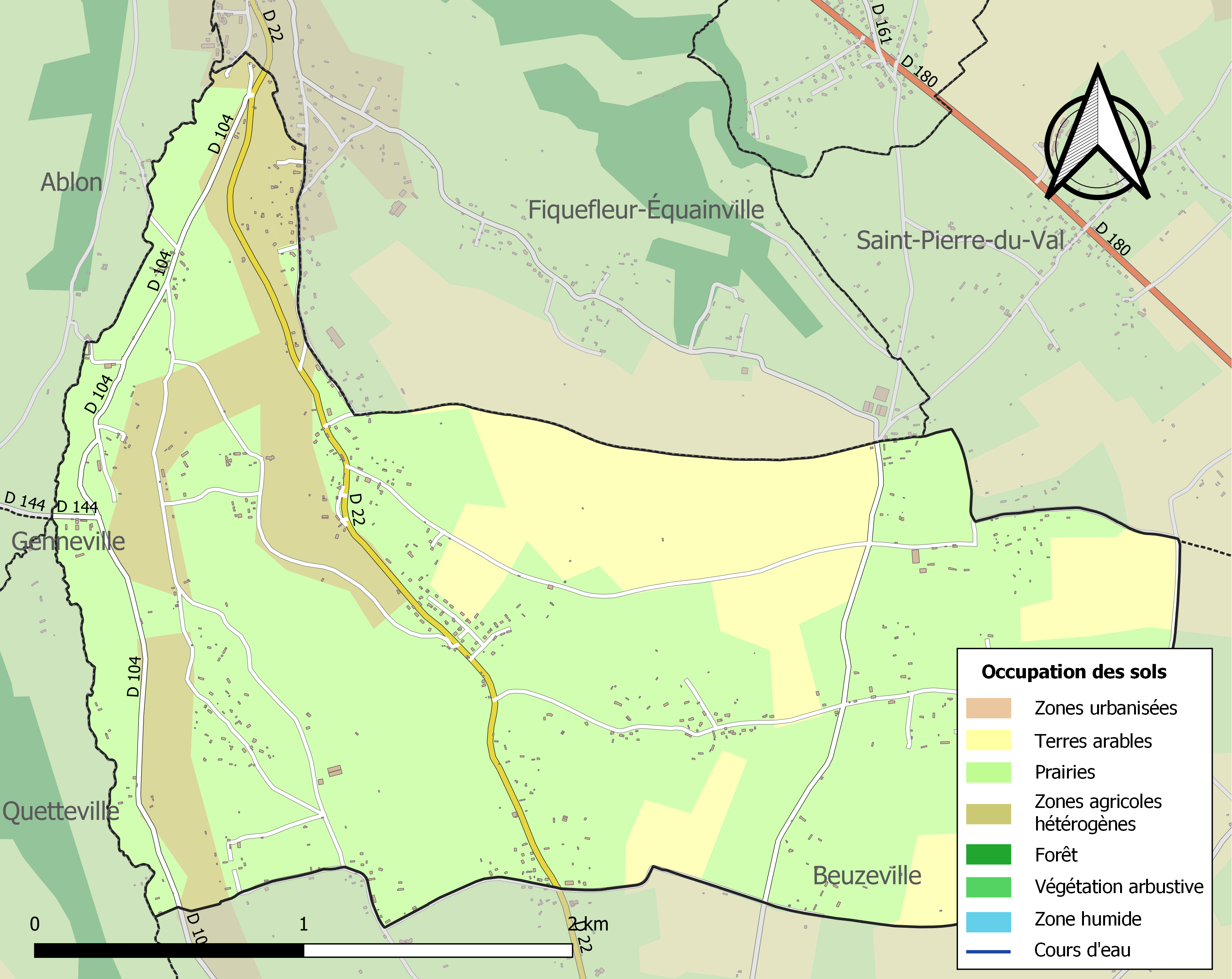
Carte des infrastructures et de l'occupation des sols de la commune en 2018 (CLC).

## Toponymie
Le nom de la localité est attesté sous la forme Magnevilla Radulphi (p. de Lisieux) au XIIe siècle, Manneville la Rault en 1722 (Masseville).
Littéralement « grande ville » ; le nom d'homme provient du nom de personne d'origine germanique ou scandinave Radulphus, très répandu dans la Normandie ducale[réf. nécessaire].

## Politique et administration
| Période                                  | Période  | Identité          | Étiquette | Qualité  |
| ---------------------------------------- | -------- | ----------------- | --------- | -------- |
| mars 2001                                | En cours | Maurice Dozeville | DVD       | Retraité |
| Les données manquantes sont à compléter. |          |                   |           |          |

## Démographie
L'évolution du nombre d'habitants est connue à travers les recensements de la population effectués dans la commune depuis 1793. Pour les communes de moins de 10 000 habitants, une enquête de recensement portant sur toute la population est réalisée tous les cinq ans, les populations de référence des années intermédiaires étant quant à elles estimées par interpolation ou extrapolation. Pour la commune, le premier recensement exhaustif entrant dans le cadre du nouveau dispositif a été réalisé en 2008.

En 2022, la commune comptait 482 habitants, en évolution de −4,74 % par rapport à 2016 (Eure : −0,25 %, France hors Mayotte : +2,11 %).
| 1793 | 1800 | 1806 | 1821 | 1831 | 1836 | 1841 | 1846 | 1851 |
| ---- | ---- | ---- | ---- | ---- | ---- | ---- | ---- | ---- |
| 671  | 650  | 637  | 630  | 602  | 598  | 616  | 600  | 570  |

| 1856 | 1861 | 1866 | 1872 | 1876 | 1881 | 1886 | 1891 | 1896 |
| ---- | ---- | ---- | ---- | ---- | ---- | ---- | ---- | ---- |
| 523  | 507  | 490  | 478  | 485  | 462  | 426  | 384  | 390  |

| 1901 | 1906 | 1911 | 1921 | 1926 | 1931 | 1936 | 1946 | 1954 |
| ---- | ---- | ---- | ---- | ---- | ---- | ---- | ---- | ---- |
| 383  | 420  | 356  | 324  | 344  | 289  | 285  | 277  | 280  |

| 1962 | 1968 | 1975 | 1982 | 1990 | 1999 | 2006 | 2008 | 2013 |
| ---- | ---- | ---- | ---- | ---- | ---- | ---- | ---- | ---- |
| 260  | 241  | 260  | 331  | 336  | 416  | 491  | 512  | 503  |

| 2018 | 2022 | - | - | - | - | - | - | - |
| ---- | ---- | - | - | - | - | - | - | - |
| 505  | 482  | - | - | - | - | - | - | - |

## Culture locale et patrimoine

### Lieux et monuments
Manneville-la-Raoult compte plusieurs monuments inscrits à l'inventaire général du patrimoine culturel :
- l'église Saint-Germain (XIe, XIIe et XVe)[25] ;
- le presbytère (XIXe)[26] ;
- la mairie, école (XIXe)[27] ;
- le château de Manneville (XIXe)[28] ;
- un manoir de 1769 au lieu-dit Malortie[29] ;
- un manoir du XVIIIe et du XIXe siècle au lieu-dit Cressanville[30] ;
- une maison de Meunier du XVIIIe siècle au lieu-dit Cressanville[31]. Elle dépend du manoir de Cressanville. Elle a été déplacée et remontée ;
- une maison du XVIIIe siècle au lieu-dit la Petite Campagne[32]. Cette maison a provisoirement servi de presbytère ;
- cinq fermes datant du XVIIe, du XVIIIe et du XIXe siècle[33],[34],[35],[36],[37].

Église Saint-Germain
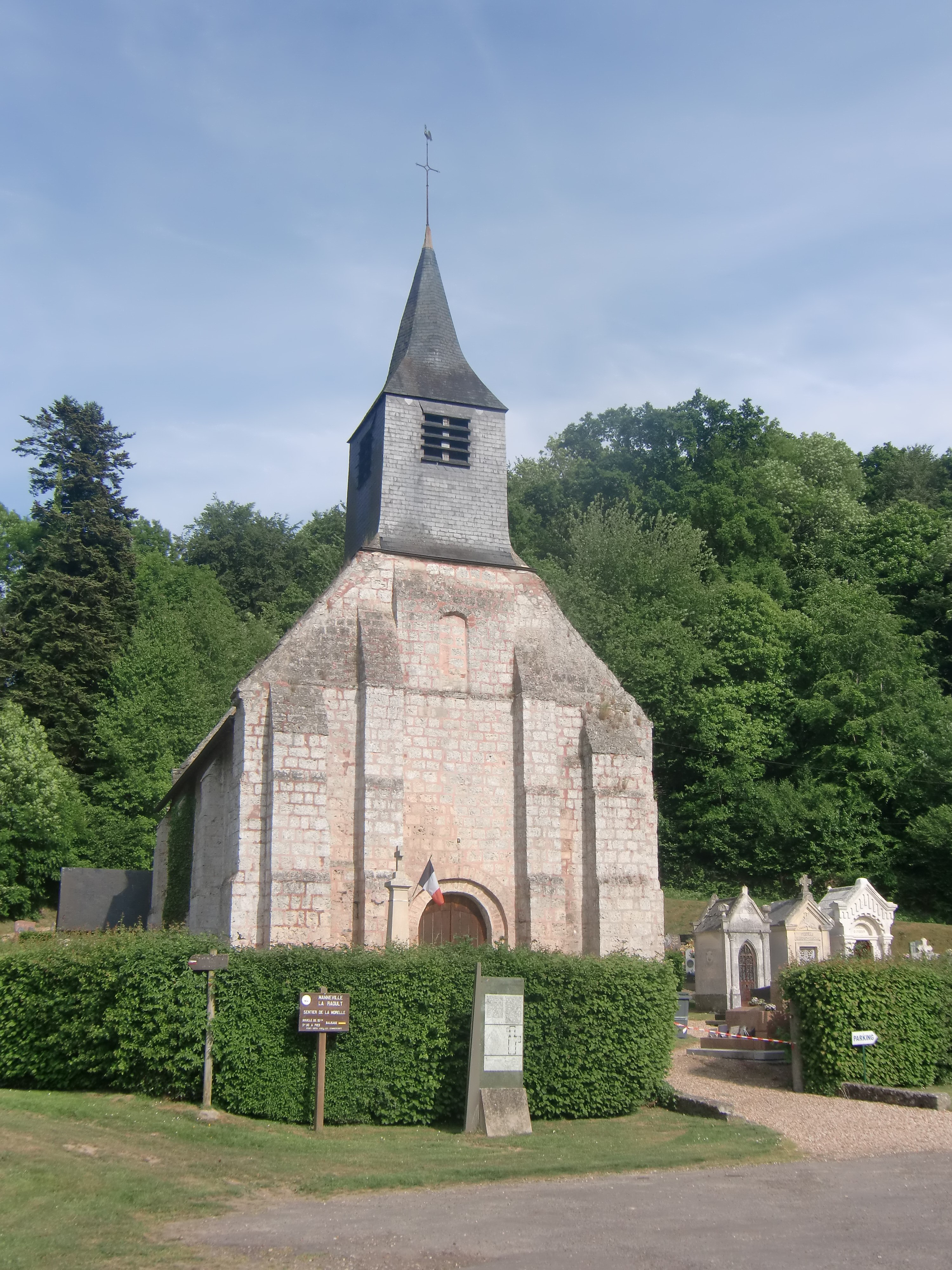

### Patrimoine naturel

#### ZNIEFF de type 1
- ZNIEFF 230030032– Le bois de la Charrière Saint-Germain[38].

#### Site inscrit
- La haute vallée de la Morelle[39],  Site inscrit (1977 et 1981).